# Tesoura de poda

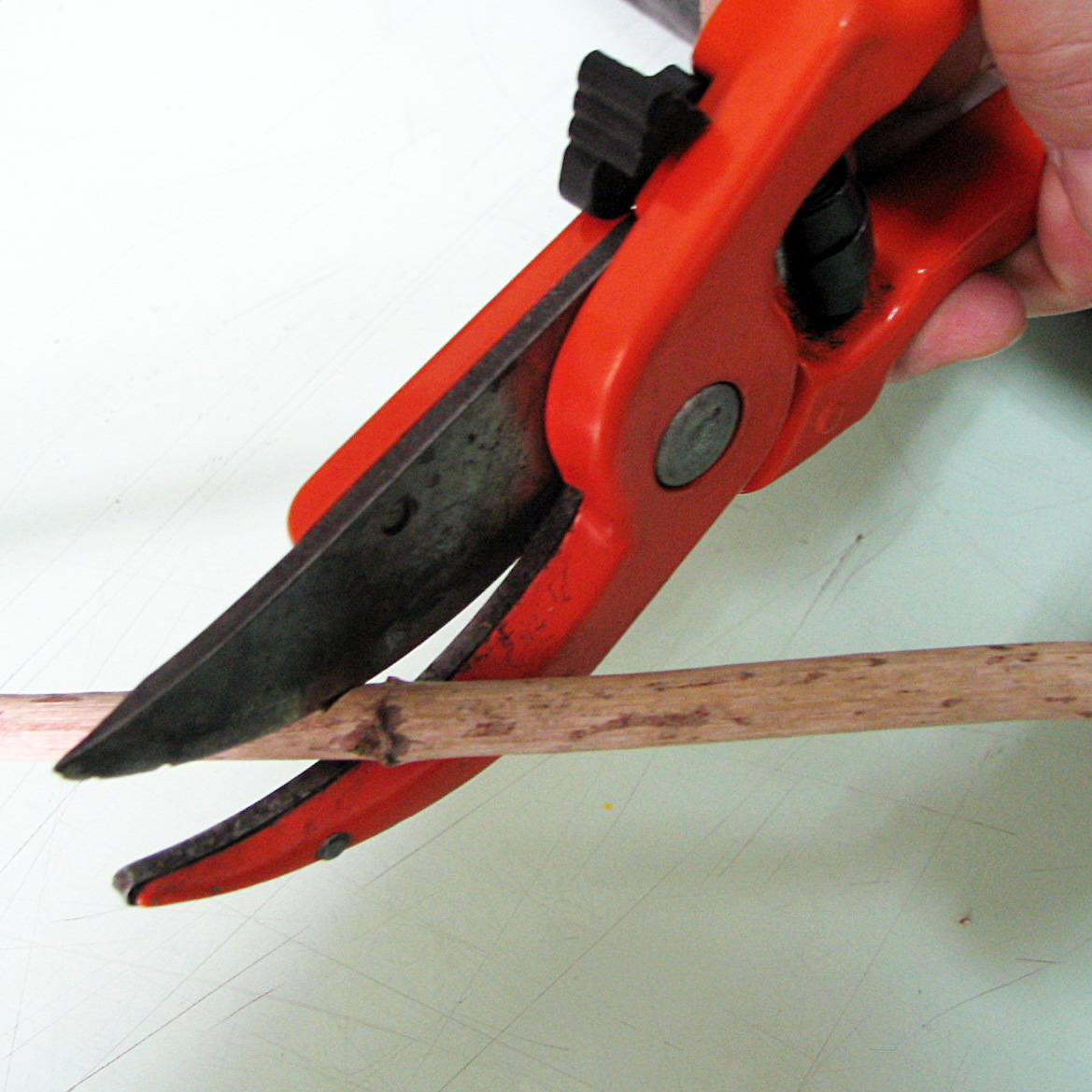
Tesoura de poda

A tesoura de poda, também conhecida por tesoura de jardim ou tesoura de jardinagem, é uma ferramenta manual frequentemente usada na prática de jardinagem, agricultura urbana e arboricultura. Trata-se de uma tesoura projetada para realizar cortes limpos precisos em plantas, arbustos e árvores, minimizando o stress do vegetal em decorrência das podas, reduzindo também a possibilidade de entrada de agentes infecciosos pelo corte.
Utilizada para podar galhos, folhas e ramos, ela desempenha um papel fundamental na manutenção da saúde das plantas, na promoção de crescimento vigoroso e na estética de jardins e pomares.

## Descrição
A tesoura de poda é uma ferramenta portátil composta por duas lâminas que se movem em conjunto para realizar cortes, acionadas por cabos que proporcionam alavancagem, maior aproveitamento da força aplicada e conforto ao usuário.
Os modelos variam em tamanho e função, desde tesouras manuais compactas, com 18 a 22 cm de comprimento, até tesourões de poda, que podem cortar galhos de maior diâmetro (até 50 mm), e tesouras telescópicas, que alcançam até 3 metros ou mais para podas em altura. Muitas tesouras incluem características ergonômicas, como cabos com revestimento antiderrapante, molas para facilitar a abertura após o corte e travas de segurança para armazenamento seguro. Algumas possuem sistemas de catraca, que aumentam a força de corte com menos esforço, ideais para usuários com menos força manual.

### Materiais
As tesouras de poda são fabricadas com materiais que garantem durabilidade, resistência à corrosão e precisão no corte. As lâminas são geralmente feitas de aço carbono temperado ou aço inoxidável, materiais que oferecem alta resistência e capacidade de manter o fio por longos períodos. Lâminas de aço carbono são frequentemente revestidas com materiais como teflon ou cromo para reduzir a aderência de seiva e proteger contra a corrosão, especialmente em ambientes úmidos.
Os cabos são comumente produzidos em alumínio forjado, aço reforçado ou plástico reforçado com fibra de vidro, materiais leves e resistentes. Para maior conforto, muitos cabos possuem revestimentos emborrachados ou de borracha termoplástica, que melhoram a aderência e reduzem a fadiga durante o uso prolongado. Em modelos telescópicos, os cabos são geralmente de alumínio, permitindo ajustes de comprimento. Algumas tesouras incluem batentes de borracha ou amortecedores para minimizar o impacto do fechamento das lâminas, aumentando a segurança e o conforto do usuário.

## Usos
A tesoura de poda é uma ferramenta versátil, amplamente utilizada em diversas atividades relacionadas à manutenção de plantas e árvores, com ampla diversidade de usos.
Para as podas de formação ou de manutenção, essa ferramenta é útil na remoção de galhos mortos, folhas secas ou ramos danificados, promovendo a saúde e a estética das plantas. No caso de plantas mais altas, tesouras telescópicas ou são empregadas para cortar galhos elevados.
Em pomares, as tesouras de jardinagem são usadas para desbastar frutas (como maçãs, peras e uvas) e melhorar a qualidade dos frutos remanescentes, além de auxiliar na colheita de frutos, talos e flores delicadas. Alguns modelos podem ter formas específicas para possibilitar o alcance de áreas de difícil acesso.
Em relação aos cuidados com bonsais, cercas vivas ou plantas mais delicadas, são adotadas tesouras menores e de alta precisão para modelar os vegetais e realizar cortes minuciosos e com a estática desejável.
As tesouras de poda também são elementos essenciais nas ações de controle fitossanitário. A poda com tesouras esterilizadas ajuda a prevenir a propagação de doenças, removendo partes infectadas de plantas eventualmente contaminadas por fungos, virus ou bactérias.

### Técnicas de utilização
De modo geral, para obtenção de melhores resultados na utilização dessas tesouras, recomenda-se realizar cortes em um ângulo de 45 graus, próximo a gemas ou nós dos galhos, caules ou rizomas das plantas, para evitar o acúmulo de umidade e minimizar o risco de pragas ou doenças. Cada espécie de planta apresenta distintas particularidades e necessidades, devendo ser levada em consideração para a realização do procedimento, de forma a mitigar eventuais impactos negativos para o vegetal.
A manutenção da tesoura é essencial: as lâminas devem ser limpas com água e detergente neutro após o uso, evitando produtos corrosivos como álcool, e armazenadas em local seco para prevenir ferrugem.